# Myron William Kimnach
Myron William Kimnach (* 26. Dezember 1922 in Los Angeles; † 21. September 2018 ebenda) war ein amerikanischer Botaniker. Sein offizielles botanisches Autorenkürzel lautet „Kimnach“.

## Leben
Er war der Sohn von Ida und Elmer Kimnach, einem Tierarzt aus Hollywood. Er wuchs in Kalifornien auf, zog aber mit seinen Eltern in den späten 1930er Jahren nach Palo Alto, wo sein Vater eine neue Praxis eröffnet hatte. Im letzten Schuljahr an der Palo Alto High School verstarb sein Vater. Im Zweiten Weltkrieg diente er vier Jahre bei der US-Küstenwache an den Standorten auf Hawaii, Guam und in Okinawa.
Mit 27 Jahren veröffentlichte er seinen ersten Artikel in Cactus and Succulent Journal (CSJ) über mathematische Zusammenhänge im Pflanzenreich. Mit Paul Clifford Hutchison, dem Direktor des Botanischen Gartens der Universität von Kalifornien (UCBG), stand er im regen Briefkontakt. 1951 bekam er von Hutchinson eine Stelle als Gärtner angeboten. In der Folgezeit arbeiteten die beiden sehr eng miteinander, obwohl Myron Kimnach nie eine botanische Ausbildung absolvierte.
Sein gesamtes Leben lang galt dem Interesse an Orchideen, Haworthien, Echeverien und epiphytischen Kakteen. Er betreute sie als junger Mann während seiner Tätigkeit am UCBG und später in seinem Gewächshaus in Monrovia.
Er hat über 100 Pflanzenarten beschrieben.

## Wichtige Expeditionen
In den frühen 1980er Jahren führte er Expeditionen nach Zentral- und Südamerika durch. Dabei bereiste er Costa Rica, die Westindischen Inseln, Bolivien und Peru. Später, zwischen 1985 und 2001 führten ihn die Expeditionen nach Somalia, Madagaskar, Marokko, Jemen und nach Sokotra.
Von Oktober bis Dezember 1959 unternahm er, auf Einladung von Reid Moran, seine erste Reise nach Mexiko. Im April vorher hatte er im CSJ einen Artikel zu Echeveria cante veröffentlicht. Auf dieser Reise sammelten sie über 30 Arten von Echeverien und über 60 Arten aus der Familie der Dickblattgewächse (Crassulaceae). Aus diesem Fundus wurden später durch Moran unter anderem Pachyphytum glutinicaule, Sedum furfuraceum und Villadia patula beschrieben. Im Jahr 2004 beschrieben Moran und Kimnach Echeveria nebularum aus eben dieser Aufsammlung.
Auf dieser ersten Reise 1959 nach Mexiko bekam er auch Kontakt zu mexikanischen Botanikern. Einer von ihnen war Hernándo Sánchez-Mejorada. Gemeinsam mit ihm unternahm Kimnach weitere Expeditionen (1976, 1977, 1981) durch Mexiko. Ergebnisse dieser Reisen waren die Entdeckung von Standorten von Agave filifera subsp. microceps, einer gelbblütigen Mammillaria lindsayii, Mammillaria bocensis, Ferocactus alamosanus und Hechtia stenopetala. Auf der Reise 1976 wurden neue Standorte von Graptopetalum saxifragoides und Sedum suaveolens entdeckt. Auf der dritten Reise mit Sánchez-Mejorada und Jim Bauml 1981 wurden im El Sumidero Canyon Standorte von Weberocereus glaber subsp. mirandae und Echeveria prunina gefunden.
1992 unternahm er, gemeinsam mit Rudi Dorsch, Miguel Cházaro und Martin Negrete, eine weitere Reise in das südliche Mexiko.
Gemeinsam mit Seymour Linden (Präsident der CSSA) unternahm er vier Reisen. Die erste führte sie 1983 gemeinsam mit Clarence Horich nach Costa Rica. Dabei wurde u. a. Werkleocereus imitans aufgefunden, eine Pflanze, die Kimnach gemeinsam mit Paul Clifford Hutchison bereits 1956 beschrieben hatte. Die zweite Reise ging in die Zentral-Anden nach Bolivien und Peru. Dabei wurden sie von dem Amateur-Botaniker und Sulcorebutien-Kenner John Donald begleitet und trafen u. a. Carlos Ostolaza. Hauptaugenmerk dieser Reise war für Kimnach die Wiederauffindung von Rhipsalis incachacana. Er hatte bereits 1983 in A Revision of Acanthorhipsalis und mit der Beschreibung der neuen Gattung Lymanbensonia über die Art publiziert.
1985 und 1986 führten ihn Reisen nach Afrika. Auf seiner ersten Reise kam er nach Namibia und Südafrika. Die zweite Reise unternahm er wieder gemeinsam mit Seymour Linden. Dabei bereiste er das Namaqualand. Schwerpunkt der Reise waren die Mittagsblumengewächse und die Dickblattgewächse.
1995 unternahm er gemeinsam mit Seymour Linden und John Jacob Lavranos eine Expedition nach Madagaskar. Ergebnis dieser Reise war die Neubeschreibung von Euphorbia itremensis Kimnach & Lavranos im Jahr 2001.

## Ehrungen
Nach ihm wurde 2017 die Gattung Kimnachia S.Arias & N.Korotkova benannt. Des Weiteren sind u. a. die Arten Disocactus kimnachii R.D.Rowley, Pachyphytum kimnachii Moran und Sedum kimnachii V.V.Byalt nach ihm benannt.
2010 wurde ihm in Monaco der Cactus d’Or verliehen.